# Kabelbaan van Namen
De kabelbaan van Namen (Frans: Téléphérique de Namur) is een toeristisch vervoermiddel dat de voet van de Citadel van Namen (aan de voet van het Kasteel van Namen) langs de flank van de vallei van de Maas verbond met het Belvédère. Er waren in de loop der tijd verschillende realisaties.

## Oude kabelbaan
De eerste kabelbaan werd gebouwd in 1956 en kwam in dienst op 31 maart 1957. De kabelbaan vervoerde jaarlijks circa 80.000 mensen.
In januari 1962 werd de kabelbaan getroffen door een brand in het bovenstation. Deze vernielde de machinekamer, het grootste deel van de 62 gondels en de kabel. Drie maanden later was de ravage hersteld en kwamen er 35 nieuwe cabines in dienst.
Het gevaar op het loskomen van een rots van 53 ton was de reden voor de sluiting op 25 maart 1997. In 2002 werd het benedenstation vernield door een opzettelijk incident waardoor de kans op een heropening tot nul herleid werd. Twee cabines bleven bewaard en staan op diverse plaatsen in de stad opgesteld.

## Huidige kabelbaan
In 2021 werd een nieuwe kabelbaan in gebruik gesteld. Het traject is verschillend van de eerste kabelbaan, en verbindt de Place Maurice Servais via een tocht over de Samber in drie minuten met de Esplanade bovenop de Citadel. Het eindpunt wordt geïntegreerd in het heropgebouwde Belgische paviljoen van de Expo 2015, de wereldtentoonstelling van 2015 in Milaan.  Dit paviljoen was een werk van de Naamse architect Patrick Genard. Het traject van de huidige kabelbaan houdt rekening met de aanwezigheid op de site van de Citadel van talrijke ondergrondse bouwwerken en van de bomen. Gezien de motor zich in het bovenstation bevindt, is de geluidshinder tot een minimum beperkt. Er is plaats voor 6 passagiers per cabine, bij de eerste kabelbaan was dit slechts 2.
De gemeenteraad van Namen wees eind juni 2017 de opdracht voor de bouw van de kabelbaan toe aan het consortium Franki - Poma - Labellemontagne.De bouw verliep in een recordtempo. De kabelbaan werd op 8 mei 2021 ingehuldigd.